# Liste du patrimoine immobilier de Montréal
Cette liste recense les biens du patrimoine immobilier de Montréal inscrits au répertoire du patrimoine culturel du Québec. Pour le reste de la région de Montréal, voir Liste du patrimoine immobilier de Montréal.

## Liste
| Bien patrimonial                                                       | Illustration               | Adresse                                                                                            | Coordonnées                         | No     | Constr.              | Catégorie                                                                             | Rec.      | Notes  |
| ---------------------------------------------------------------------- | -------------------------- | -------------------------------------------------------------------------------------------------- | ----------------------------------- | ------ | -------------------- | ------------------------------------------------------------------------------------- | --------- | ------ |
| 33-35, rue Alepin                                                      | (Canada).                  | 33 et 35, avenue Alepin                                                                            | 45° 25′ 59″ nord, 73° 35′ 24″ ouest | 93021  | 1901                 | Immeuble patrimonial cité                                                             | 1990      |        |
| Ancien collège du Mont-Saint-Louis                                     | (Canada).                  | 230 à 260, rue Sherbrooke Est                                                                      | 45° 30′ 54″ nord, 73° 34′ 04″ ouest | 92832  | 1888                 | Immeuble patrimonial classé Immeuble patrimonial reconnu                              | 2012 1979 |        |
| Ancien hôpital général de Montréal                                     | (Canada).                  | 121, rue Normand 138 et 146, rue Saint-Pierre                                                      | 45° 30′ 01″ nord, 73° 33′ 18″ ouest | 96641  | 1694                 | Immeuble patrimonial classé                                                           | 2013      | [ 2 ]  |
| Ancien hôtel de ville de LaSalle                                       | (Canada).                  | 13, avenue Strathyre                                                                               | 45° 25′ 35″ nord, 73° 39′ 35″ ouest | 93025  | 1904 et 1912 (entre) | Immeuble patrimonial cité                                                             | 1990      |        |
| Ancienne manufacture de cigares S. Davis and Sons                      | Image manquante Téléverser | 987-991, rue Côté                                                                                  | 45° 30′ 23″ nord, 73° 33′ 39″ ouest | 233859 | 1884                 | Immeuble patrimonial classé                                                           | 2023      | ,      |
| Annexe de la maison De Lorimier-Bélanger                               | (Canada).                  | 9601, boulevard LaSalle                                                                            | 45° 25′ 21″ nord, 73° 39′ 17″ ouest | 93023  | 1930                 | Immeuble patrimonial cité                                                             | 1990      |        |
| Auberge Del Vecchio                                                    | (Canada).                  | 404, place Jacques-Cartier 189, rue Saint-Paul Est                                                 | 45° 30′ 27″ nord, 73° 33′ 10″ ouest | 92608  | 1807                 | Immeuble patrimonial classé                                                           | 1967      | [ 2 ]  |
| Édifice de la Banque Dominion                                          | (Canada).                  | 1401 et 1403, rue De Bleury                                                                        | 45° 30′ 23″ nord, 73° 34′ 02″ ouest | 93083  | 1927                 | Immeuble patrimonial cité                                                             | 1990      |        |
| Basilique de Saint-Patrick                                             | (Canada).                  | 460, boulevard René-Lévesque Ouest                                                                 | 45° 30′ 13″ nord, 73° 33′ 53″ ouest | 92748  | 1847                 | Immeuble patrimonial classé                                                           | 1985      |        |
| Bibliothèque Saint-Sulpice                                             | (Canada).                  | 1700, rue Saint-Denis                                                                              | 45° 30′ 54″ nord, 73° 33′ 52″ ouest | 92744  | 1914                 | Immeuble patrimonial classé                                                           | 1988      |        |
| Cathédrale Christ Church                                               | (Canada).                  | avenue Union rue Sainte-Catherine Ouest                                                            | 45° 30′ 14″ nord, 73° 34′ 13″ ouest | 100032 | 1859                 | Immeuble patrimonial classé                                                           | 1988      |        |
| Chapelle de l'Hôtel-Dieu-de-Montréal                                   | (Canada).                  | Avenue des Pins Ouest                                                                              | 45° 30′ 47″ nord, 73° 34′ 39″ ouest | 108821 | 1859 à 1861          | Immeuble patrimonial classé                                                           | 2024      | [ 5 ]  |
| Chapelle de l'Immaculée-Conception                                     | Image manquante Téléverser | Avenue des Pins Ouest                                                                              | 45° 30′ 49″ nord, 73° 34′ 46″ ouest | 236247 | 1861                 | Immeuble patrimonial classé                                                           | 2024      | [ 5 ]  |
| Chapelle de l'Invention-de-la-Sainte-Croix                             | (Canada).                  | | 45° 29′ 37″ nord, 73° 34′ 37″ ouest | 92739  | 1878                 | Immeuble patrimonial classé Aire de protection délimitée                              | 1974 1975 | [ 6 ]  |
| Chapelle du Grand-Séminaire-de-Montréal                                | (Canada).                  | 2065, rue Sherbrooke Ouest                                                                         | 45° 29′ 38″ nord, 73° 35′ 04″ ouest | 168706 | 1907                 | Immeuble patrimonial classé                                                           | 2016      | ,      |
| Chapelle Notre-Dame-de-Bon-Secours                                     | (Canada).                  | rue de la Commune Est 400, rue Saint-Paul Est                                                      | 45° 30′ 36″ nord, 73° 33′ 06″ ouest | 96643  | 1878                 | Immeuble patrimonial classé                                                           | 2014      | [ 2 ]  |
| Château De Ramezay                                                     | (Canada).                  | 280 et 290, rue Notre-Dame Est                                                                     | 45° 30′ 31″ nord, 73° 33′ 12″ ouest | 92534  | 1756                 | Immeuble patrimonial classé                                                           | 1929      | [ 2 ]  |
| Château Dufresne                                                       | (Canada).                  | 4040, rue Sherbrooke Est                                                                           | 45° 33′ 14″ nord, 73° 33′ 14″ ouest | 92534  | 1918                 | Immeuble patrimonial classé                                                           | 1976      |        |
| Cinéma Corona                                                          | (Canada).                  | 2490, rue Notre-Dame Ouest                                                                         | 45° 28′ 58″ nord, 73° 34′ 30″ ouest | 93305  | 1913                 | Immeuble patrimonial classé Immeuble patrimonial reconnu                              | 2012 2001 |        |
| Cinéma Impérial                                                        | (Canada).                  | 1424 et 1432, rue De Bleury                                                                        | 45° 30′ 23″ nord, 73° 34′ 04″ ouest | 93399  | 1913                 | Immeuble patrimonial classé Immeuble patrimonial reconnu                              | 2012 2001 |        |
| Cinéma Le Château                                                      | (Canada).                  | 383 et 395, rue Bélanger 6950 à 6960, rue Saint-Denis                                              | 45° 32′ 13″ nord, 73° 36′ 45″ ouest | 93397  | 1931                 | Immeuble patrimonial classé Immeuble patrimonial cité                                 | 2002 1991 |        |
| Cinéma Rialto                                                          | (Canada).                  | 5711 et 5723, avenue du Parc                                                                       | 45° 31′ 24″ nord, 73° 36′ 18″ ouest | 92513  | 1923                 | Immeuble patrimonial classé Immeuble patrimonial cité                                 | 1990 1988 |        |
| Clocher de l'Église-de-Saint-Jacques                                   | (Canada).                  | 1455, rue Saint-Denis                                                                              | 45° 30′ 51″ nord, 73° 33′ 40″ ouest | 92741  | 1857                 | Immeuble patrimonial classé Aire de protection                                        | 1973 1975 |        |
| Cœur historique du Sault-au-Récollet                                   | Image manquante Téléverser | | 45° 34′ 24″ nord, 73° 39′ 35″ ouest | 210975 |                      | Lieu historique désigné                                                               | 2018      |        |
| Côte-Saint-Paul                                                        | (Canada).                  | | 45° 27′ 47″ nord, 73° 35′ 11″ ouest | 93079  |                      | Site patrimonial cité                                                                 | 1990      |        |
| Couvent des Sœurs de Sainte-Anne                                       | (Canada).                  | 16115, boulevard Gouin Ouest                                                                       | 45° 28′ 46″ nord, 73° 52′ 21″ ouest | 93372  | 1906                 | Immeuble patrimonial cité                                                             | 2001      |        |
| Croix de chemin de la montée Wilson                                    | (Canada).                  | 1158, montée Wilson                                                                                | à géolocaliser                      | 93418  | 1918                 | Immeuble patrimonial cité                                                             | 2001      |        |
| Croix de chemin du Bord-du-Lac                                         | (Canada).                  | 1859, chemin du Bord-du-Lac                                                                        | 45° 30′ 05″ nord, 73° 54′ 43″ ouest | 93417  | 1923                 | Immeuble patrimonial cité                                                             | 2001      |        |
| Croix de chemin en pierre du Haut-du-Sault                             | (Canada).                  | boulevard Gouin Ouest                                                                              | 45° 32′ 40″ nord, 73° 42′ 01″ ouest | 92982  | 1874                 | Immeuble patrimonial cité                                                             | 1988      |        |
| Domaine des Messieurs-de-Saint-Sulpice                                 | (Canada).                  | rue Sherbrooke Ouest                                                                               | 45° 29′ 38″ nord, 73° 35′ 09″ ouest | 93303  |                      | Site patrimonial classé                                                               | 1982      |        |
| École du Village                                                       | (Canada).                  | 350, montée de l'Église                                                                            | 45° 29′ 14″ nord, 73° 52′ 48″ ouest | 93419  | 1924                 | Immeuble patrimonial cité                                                             | 2001      |        |
| Édifice Blumenthal                                                     | (Canada).                  | 305 et 307, rue Sainte-Catherine Ouest                                                             | 45° 30′ 24″ nord, 73° 34′ 00″ ouest | 93029  | 1924                 | Immeuble patrimonial cité                                                             | 1990      |        |
| Édifice de la Banque-Canadienne-Impériale-de-Commerce                  | (Canada).                  | 265, rue Saint-Jacques                                                                             | 45° 30′ 11″ nord, 73° 33′ 34″ ouest | 100011 | 1909                 | Immeuble patrimonial classé                                                           | 2012      | [ 2 ]  |
| Édifice de la Canada Life                                              | (Canada).                  | 275, rue Saint-Jacques 701 et 709, rue Saint-Pierre                                                | 45° 30′ 11″ nord, 73° 33′ 34″ ouest | 93433  | 1895                 | Immeuble patrimonial classé                                                           | 2002      | [ 2 ]  |
| Édifice de la Unity Building                                           | (Canada).                  | 454, rue De La Gauchetière Ouest                                                                   | 45° 30′ 11″ nord, 73° 33′ 48″ ouest | 92630  | 1913                 | Immeuble patrimonial classé Aire de protection délimitée                              | 1985 1986 |        |
| Édifice du Club-Universitaire-de-Montréal                              | (Canada).                  | 2047, rue Mansfield                                                                                | 45° 30′ 11″ nord, 73° 34′ 27″ ouest | 92446  | 1913                 | Immeuble patrimonial classé Aire de protection délimitée                              | 1986 1987 |        |
| Édifice de l'École-Britannique-et-Canadienne-de-Montréal               | (Canada).                  | 120, rue De La Gauchetière Ouest 1009, rue Côté                                                    | 45° 30′ 23″ nord, 73° 33′ 40″ ouest | 117569 | 1826 à 1827          | Immeuble patrimonial classé                                                           | 2023      | ,      |
| Édifice du Mount Royal Club                                            | (Canada).                  | 1175, rue Sherbrooke Ouest                                                                         | 45° 30′ 04″ nord, 73° 34′ 40″ ouest | 92444  | 1905                 | Immeuble patrimonial classé Aire de protection délimitée Immeuble patrimonial reconnu | 1975 1974 |        |
| Édifice du Mount Stephen Club                                          | (Canada).                  | 1440, rue Drummond                                                                                 | 45° 29′ 56″ nord, 73° 34′ 33″ ouest | 92445  | 1883                 | Immeuble patrimonial classé Aire de protection délimitée                              | 1975 1978 |        |
| Édifice Ernest-Cormier                                                 | (Canada).                  | 100, rue Notre-Dame Est 445, rue Saint-Gabriel 450, rue Saint-Vincent 87 et 97, rue Sainte-Thérèse | 45° 30′ 26″ nord, 73° 33′ 17″ ouest | 97780  | 1926                 | Immeuble patrimonial classé                                                           | 2014      | [ 2 ]  |
| Édifice Joseph-Arthur-Godin                                            | (Canada).                  | 2112, boulevard Saint-Laurent                                                                      | 45° 30′ 44″ nord, 73° 34′ 10″ ouest | 92509  | 1914                 | Immeuble patrimonial classé                                                           | 1990      |        |
| Église de la Mission catholique chinoise du Saint-Esprit               | (Canada).                  | 205, rue De La Gauchetière Ouest                                                                   | 45° 30′ 20″ nord, 73° 33′ 43″ ouest | 92746  | 1835                 | Immeuble patrimonial classé Aire de protection délimitée                              | 1977 1978 | [ 4 ]  |
| Église de Saint-Joseph                                                 | (Canada).                  | rue Richmond Nord                                                                                  | 45° 29′ 22″ nord, 73° 34′ 07″ ouest | 93078  | 1862                 | Immeuble patrimonial cité                                                             | 1991      |        |
| Église de Saint-Laurent                                                | (Canada).                  | 809, avenue Sainte-Croix                                                                           | 45° 30′ 50″ nord, 73° 40′ 26″ ouest | 92980  | 1837                 | Immeuble patrimonial cité                                                             | 1986      |        |
| Église de Saint-Raphaël-Archange                                       | (Canada).                  | rue Cherrier                                                                                       | 45° 29′ 13″ nord, 73° 52′ 44″ ouest | 93420  | 1874                 | Immeuble patrimonial cité                                                             | 2001      |        |
| Église du Gesù                                                         | (Canada).                  | rue De Bleury                                                                                      | 45° 30′ 19″ nord, 73° 33′ 58″ ouest | 92919  | 1865                 | Immeuble patrimonial classé Immeuble patrimonial reconnu                              | 2012 1975 |        |
| Église du Sault-au-Récollet                                            | (Canada).                  | boulevard Gouin Est                                                                                | 45° 34′ 14″ nord, 73° 39′ 42″ ouest | 92749  | 1751                 | Immeuble patrimonial classé Aire de protection délimitée                              | 1974 1975 | [ 9 ]  |
| Église Saint-George                                                    | (Canada).                  | 1001, avenue des Canadiens-de-Montréal                                                             | 45° 29′ 52″ nord, 73° 34′ 10″ ouest | 105269 | 1869 à 1870          | Immeuble patrimonial classé                                                           | 2024      | [ 10 ] |
| Église Saint-James                                                     | (Canada).                  | 463, rue Sainte-Catherine Ouest                                                                    | 45° 30′ 19″ nord, 73° 34′ 07″ ouest | 92747  | 1889                 | Immeuble patrimonial classé                                                           | 1980      |        |
| Ensemble d'immeubles patrimoniaux de Saint-Pierre-Apôtre               | (Canada).                  | boulevard René-Lévesque Est rue de la Visitation rue Panet rue Sainte-Rose                         | 45° 31′ 08″ nord, 73° 33′ 12″ ouest | 92754  |                      | Immeuble patrimonial classé                                                           | 1977      |        |
| Entrepôt Buchanan                                                      | (Canada).                  | 777, rue de la Commune Ouest 15 et 17, rue Duke                                                    | 45° 29′ 44″ nord, 73° 33′ 11″ ouest | 92578  | 1845 (vers)          | Immeuble patrimonial classé                                                           | 1980      |        |
| Entrepôt Pierre-Del Vecchio                                            | (Canada).                  | 183, rue Saint-Paul Est                                                                            | 45° 30′ 27″ nord, 73° 33′ 10″ ouest | 92437  | 1815                 | Immeuble patrimonial classé                                                           | 1972      | [ 2 ]  |
| Espaces intérieurs du Grand-Séminaire-de-Montréal                      | (Canada).                  | 2065, rue Sherbrooke Ouest                                                                         | à géolocaliser                      | 206037 | 1857                 | Immeuble patrimonial classé                                                           | 2016      | ,      |
| Façade de l'Édifice-Alexander-Cross                                    | (Canada).                  | 43 à 51, rue Saint-Jacques                                                                         | 45° 30′ 21″ nord, 73° 33′ 25″ ouest | 92583  | 1869                 | Immeuble patrimonial classé                                                           | 1976      | [ 2 ]  |
| Édifices de la Darling Brothers                                        | (Canada).                  | 731 à 745, rue Ottawa                                                                              | 45° 29′ 52″ nord, 73° 33′ 24″ ouest | 234971 | 1889                 | Immeuble patrimonial classé                                                           | 2024      |        |
| Façade de l'Édifice-de-la-Great Scottish Life Insurance                | (Canada).                  | 701 et 711, côte de la Place-d'Armes 59, rue Saint-Jacques                                         | 45° 30′ 19″ nord, 73° 33′ 27″ ouest | 92935  | 1870                 | Immeuble patrimonial classé                                                           | 1975      | [ 2 ]  |
| Façade de la Banque-du-Peuple                                          | (Canada).                  | 53 à 57, rue Saint-Jacques                                                                         | 45° 30′ 20″ nord, 73° 33′ 26″ ouest | 92582  | 1872                 | Immeuble patrimonial classé                                                           | 1975      | [ 2 ]  |
| Façade des Appartements-Bishop Court                                   | (Canada).                  | 1463, rue Bishop                                                                                   | 45° 29′ 51″ nord, 73° 34′ 40″ ouest | 92833  | 1905                 | Immeuble patrimonial classé Aire de protection délimitée                              | 1976 1979 |        |
| Gare Windsor                                                           | (Canada).                  | 1100, avenue des Canadiens-de-Montréal                                                             | 45° 29′ 49″ nord, 73° 34′ 06″ ouest | 105370 | 1889                 | Immeuble patrimonial classé                                                           | 2009      | [ 10 ] |
| Habitat-67                                                             | (Canada).                  | 2600, avenue Pierre-Dupuy                                                                          | 45° 29′ 59″ nord, 73° 32′ 37″ ouest | 98890  | 1970                 | Immeuble patrimonial classé Immeuble patrimonial cité                                 | 2009 2007 |        |
| L'Îlot-Trafalgar-Gleneagles                                            | (Canada).                  | chemin de la Côte-des-Neiges                                                                       | 45° 29′ 42″ nord, 73° 35′ 42″ ouest | 93402  | 1931                 | Site patrimonial classé Site patrimonial reconnu                                      | 2012 2002 | [ 11 ] |
| La Maison-Alcan                                                        | (Canada).                  | rue Drummond rue Sherbrooke Ouest rue Stanley                                                      | 45° 30′ 02″ nord, 73° 34′ 38″ ouest | 205794 |                      | Immeuble patrimonial classé                                                           | 2016      | ,      |
| Le Monument-National                                                   | (Canada).                  | 1170 et 1182, boulevard Saint-Laurent                                                              | 45° 30′ 32″ nord, 73° 33′ 45″ ouest | 92614  | 1894                 | Immeuble patrimonial classé Aire de protection délimitée                              | 1976 1978 |        |
| Lieu de fondation de Montréal                                          | (Canada).                  | | 45° 30′ 09″ nord, 73° 33′ 16″ ouest | 93536  |                      | Site patrimonial classé                                                               | 1999      | [ 2 ]  |
| Maison à l'Enseigne-du-Patriote                                        | (Canada).                  | 165 à 169, rue Saint-Paul Est                                                                      | 45° 30′ 26″ nord, 73° 33′ 10″ ouest | 92611  | 1814                 | Immeuble patrimonial classé                                                           | 1965      | [ 2 ]  |
| Maison Abner-Bagg                                                      | (Canada).                  | 166, rue King 682, rue William                                                                     | 45° 29′ 56″ nord, 73° 33′ 25″ ouest | 92537  | 1821                 | Immeuble patrimonial classé Immeuble patrimonial reconnu                              | 2012 1984 |        |
| Maison Andegrave                                                       | (Canada).                  | 5460, boulevard Gouin Est                                                                          | 45° 36′ 56″ nord, 73° 38′ 06″ ouest | 92447  | 1742                 | Immeuble patrimonial classé                                                           | 1970      |        |
| Maison Andreas-C.-F.-Finzel                                            | (Canada).                  | 2048 à 2042, rue Jeanne-Mance                                                                      | 45° 30′ 30″ nord, 73° 34′ 10″ ouest | 92621  | 1887                 | Immeuble patrimonial classé Aire de protection délimitée                              | 1975 1979 |        |
| Maison Arthur-Dubuc                                                    | (Canada).                  | 434 et 438, rue Sherbrooke Est                                                                     | 45° 31′ 03″ nord, 73° 34′ 00″ ouest | 93009  | 1894                 | Immeuble patrimonial cité                                                             | 1989      |        |
| Maison Beaudry                                                         | (Canada).                  | 14678, rue Notre-Dame Est                                                                          | 45° 40′ 37″ nord, 73° 29′ 30″ ouest | 92541  | 1732 (vers)          | Immeuble patrimonial classé                                                           | 1979      |        |
| Maison Bleau                                                           | (Canada).                  | 13200, boulevard Gouin Est                                                                         | 45° 41′ 53″ nord, 73° 30′ 40″ ouest | 125136 | 1851 et 1861 (entre) | Immeuble patrimonial cité                                                             | 2008      |        |
| Maison Brignon-Dit-Lapierre                                            | (Canada).                  | 4251, boulevard Gouin Est                                                                          | 45° 35′ 58″ nord, 73° 38′ 36″ ouest | 99032  | 1770 (vers)          | Immeuble patrimonial cité                                                             | 2007      |        |
| Maison Brossard-Gauvin                                                 | (Canada).                  | 433 et 435, rue Saint-Louis                                                                        | 45° 30′ 41″ nord, 73° 33′ 13″ ouest | 92822  | 1743 et 1758 (entre) | Immeuble patrimonial classé Immeuble patrimonial reconnu                              | 2012 1983 | [ 2 ]  |
| Maison Charles-G.-Greenshields                                         | (Canada).                  | 1515, avenue du Docteur-Penfield                                                                   | 45° 29′ 54″ nord, 73° 35′ 07″ ouest | 92540  | 1911                 | Immeuble patrimonial classé Aire de protection délimitée                              | 1974 1975 | [ 11 ] |
| Maison Charles-Sheppard (1)                                            | (Canada).                  | 2074 et 2076, rue Jeanne-Mance                                                                     | 45° 30′ 31″ nord, 73° 34′ 13″ ouest | 92628  | 1892                 | Immeuble patrimonial classé Aire de protection délimitée                              | 1977 1979 |        |
| Maison Charles-Sheppard (2)                                            | (Canada).                  | 2078, rue Jeanne-Mance                                                                             | 45° 30′ 31″ nord, 73° 34′ 14″ ouest | 92626  | 1892                 | Immeuble patrimonial classé Aire de protection délimitée                              | 1977 1979 |        |
| Maison Charles-Sheppard (3)                                            | (Canada).                  | 2080, rue Jeanne-Mance                                                                             | 45° 30′ 31″ nord, 73° 34′ 14″ ouest | 92623  | 1892                 | Immeuble patrimonial classé Aire de protection délimitée                              | 1977 1979 |        |
| Maison Charles-Sheppard (4)                                            | (Canada).                  | 2082, rue Jeanne-Mance                                                                             | 45° 30′ 31″ nord, 73° 34′ 15″ ouest | 92629  | 1892                 | Immeuble patrimonial classé Aire de protection délimitée                              | 1977 1979 |        |
| Maison Christin-Dit-Saint-Amour                                        | (Canada).                  | 12930, boulevard Gouin Est                                                                         | 45° 41′ 46″ nord, 73° 31′ 03″ ouest | 92436  | 1732 (vers)          | Immeuble patrimonial classé Aire de protection délimitée                              | 1974 1976 |        |
| Maison D'Ailleboust-De Manthet                                         | (Canada).                  | 15886, boulevard Gouin Ouest                                                                       | 45° 28′ 51″ nord, 73° 52′ 11″ ouest | 92912  | 1845                 | Immeuble patrimonial classé Immeuble patrimonial reconnu                              | 2012 1975 |        |
| Maison Dagenais                                                        | (Canada).                  | 5555, rue Jarry Est                                                                                | 45° 35′ 10″ nord, 73° 35′ 24″ ouest | 92943  | 1774 et 1787 (entre) | Immeuble patrimonial classé Immeuble patrimonial reconnu                              | 2012 1981 |        |
| Maison Daniel-Kneen                                                    | (Canada).                  | 2090 et 2092, rue Jeanne-Mance                                                                     | 45° 30′ 32″ nord, 73° 34′ 16″ ouest | 92625  | 1886                 | Immeuble patrimonial classé Aire de protection délimitée                              | 1975 1979 |        |
| Maison David-Lewis                                                     | (Canada).                  | 3424, rue Simpson                                                                                  | 45° 29′ 52″ nord, 73° 34′ 57″ ouest | 92992  | 1868                 | Immeuble patrimonial cité                                                             | 1988      |        |
| Maison de La Minerve                                                   | (Canada).                  | 161 et 163, rue Saint-Paul Est                                                                     | 45° 30′ 18″ nord, 73° 33′ 10″ ouest | 92610  | 1800                 | Immeuble patrimonial classé                                                           | 1967      | [ 2 ]  |
| Maison De Lorimier-Bélanger                                            | (Canada).                  | 9603, boulevard LaSalle                                                                            | 45° 25′ 21″ nord, 73° 39′ 17″ ouest | 93024  | 1775 et 1800 (entre) | Immeuble patrimonial cité                                                             | 1990      |        |
| Maison dite du Centenaire                                              | (Canada).                  | 977, rue Cherrier                                                                                  | 45° 28′ 26″ nord, 73° 54′ 46″ ouest | 93421  | 1790 (vers)          | Immeuble patrimonial cité                                                             | 2001      |        |
| Maison du Pressoir                                                     | (Canada).                  | 10865, rue du Pressoir                                                                             | 45° 34′ 33″ nord, 73° 39′ 34″ ouest | 92539  | 1806 et 1821 (entre) | Immeuble patrimonial classé Aire de protection délimitée                              | 1978 1979 | [ 9 ]  |
| Maison Elizabeth-Mittleberger-Platt                                    | (Canada).                  | 200 à 222, boulevard Saint-Laurent 3, rue de la Commune Ouest 6 et 12, rue Saint-Paul Ouest        | 45° 30′ 19″ nord, 73° 33′ 13″ ouest | 92609  | 1823                 | Immeuble patrimonial classé                                                           | 1968      | [ 2 ]  |
| Maison Ernest-Cormier                                                  | (Canada).                  | 1418, avenue des Pins Ouest                                                                        | 45° 30′ 01″ nord, 73° 35′ 06″ ouest | 92439  | 1931                 | Immeuble patrimonial classé Aire de protection délimitée                              | 1974 1975 | [ 11 ] |
| Maison et entrepôt Edward-William-Gray                                 | (Canada).                  | 427 à 437, rue Saint-Vincent                                                                       | 45° 30′ 26″ nord, 73° 33′ 13″ ouest | 92606  | 1773                 | Immeuble patrimonial classé                                                           | 1969      | [ 2 ]  |
| Maison Gervais-Roy                                                     | (Canada).                  | 6255, rue Jarry Est                                                                                | 45° 35′ 34″ nord, 73° 35′ 03″ ouest | 92944  | 1802 (avant)         | Immeuble patrimonial classé Immeuble patrimonial reconnu                              | 2012 1981 |        |
| Maison Henriette-Moreau                                                | (Canada).                  | 4100, avenue De Lorimier                                                                           | 45° 31′ 56″ nord, 73° 33′ 01″ ouest | 93011  | 1873                 | Immeuble patrimonial cité                                                             | 1989      |        |
| Maison Hubert-Paré                                                     | (Canada).                  | 273 à 277, rue Saint-Paul Est                                                                      | 45° 30′ 29″ nord, 73° 33′ 08″ ouest | 92612  | 1852                 | Immeuble patrimonial classé                                                           | 1969      | [ 2 ]  |
| Maison Jacques-Richer-Dit-Louveteau                                    | (Canada).                  | 163, chemin du Cap-Saint-Jacques                                                                   | 45° 28′ 06″ nord, 73° 55′ 19″ ouest | 118714 | 1835                 | Immeuble patrimonial cité                                                             | 2008      |        |
| Maison James-Edward-Major                                              | (Canada).                  | 1221, rue Guy                                                                                      | 45° 29′ 42″ nord, 73° 34′ 35″ ouest | 196875 | 1859                 | Immeuble patrimonial classé                                                           | 2024      | [ 15 ] |
| Maison James-Monk                                                      | (Canada).                  | 4245, boulevard Décarie                                                                            | 45° 28′ 55″ nord, 73° 37′ 01″ ouest | 92830  | 1803                 | Immeuble patrimonial classé Aire de protection délimitée                              | 1976 1978 |        |
| Maison James-Reid-Wilson                                               | (Canada).                  | 1201, rue Sherbrooke Ouest                                                                         | 45° 30′ 03″ nord, 73° 34′ 41″ ouest | 92829  | 1882                 | Immeuble patrimonial classé Immeuble patrimonial reconnu                              | 2012 1974 |        |
| Maison Jane-Tate I                                                     | (Canada).                  | 416 à 422, rue de Bonsecours                                                                       | 45° 30′ 35″ nord, 73° 33′ 07″ ouest | 92440  | 1864                 | Immeuble patrimonial classé                                                           | 1964      | [ 2 ]  |
| Maison Janvier-Arthur-Vaillancourt (1)                                 | (Canada).                  | 2054 et 2056, rue Jeanne-Mance                                                                     | 45° 30′ 31″ nord, 73° 34′ 11″ ouest | 92622  | 1888 (vers)          | Immeuble patrimonial classé Aire de protection délimitée                              | 1975 1979 |        |
| Maison Janvier-Arthur-Vaillancourt (2)                                 | (Canada).                  | 2058 à 2064, rue Jeanne-Mance                                                                      | 45° 30′ 31″ nord, 73° 34′ 11″ ouest | 93560  | 1888 (vers)          | Immeuble patrimonial classé Aire de protection délimitée                              | 1975 1979 |        |
| Maison Janvier-Arthur-Vaillancourt (3)                                 | (Canada).                  | 2066 et 2068, rue Jeanne-Mance                                                                     | 45° 30′ 31″ nord, 73° 34′ 10″ ouest | 92615  | 1888 (vers)          | Immeuble patrimonial classé Aire de protection délimitée                              | 1975 1979 |        |
| Maison John-Date                                                       | (Canada).                  | 2020 à 2026, rue Jeanne-Mance                                                                      | 45° 30′ 30″ nord, 73° 34′ 08″ ouest | 92616  | 1886                 | Immeuble patrimonial classé Aire de protection délimitée                              | 1975 1979 |        |
| Maison John-L.-Jensen                                                  | (Canada).                  | 2028 à 2030, rue Jeanne-Mance                                                                      | 45° 30′ 30″ nord, 73° 34′ 08″ ouest | 92617  | 1889                 | Immeuble patrimonial classé Aire de protection délimitée                              | 1975 1979 |        |
| Maison John-T.-Hagger                                                  | (Canada).                  | 2044 à 2046, rue Jeanne-Mance                                                                      | 45° 30′ 30″ nord, 73° 34′ 10″ ouest | 92620  | 1890                 | Immeuble patrimonial classé Aire de protection délimitée                              | 1975 1979 |        |
| Maison John-Wilson-McConnell                                           | (Canada).                  | 1475, avenue des Pins Ouest                                                                        | 45° 29′ 57″ nord, 73° 35′ 11″ ouest | 93291  | 1914                 | Immeuble patrimonial classé                                                           | 2002      | ,      |
| Maison Joseph-Aldéric-Raymond                                          | (Canada).                  | 1507, avenue du Docteur-Penfield                                                                   | 45° 29′ 55″ nord, 73° 35′ 06″ ouest | 92441  | 1930                 | Immeuble patrimonial classé                                                           | 1975      | ,      |
| Maison Joseph-Charlebois                                               | (Canada).                  | 134, chemin du Cap-Saint-Jacques                                                                   | 45° 27′ 50″ nord, 73° 55′ 14″ ouest | 92450  | 1799 (vers)          | Immeuble patrimonial classé Aire de protection délimitée                              | 1974 1975 |        |
| Maison Joseph-Théoret                                                  | (Canada).                  | 20, rue Martel                                                                                     | 45° 29′ 19″ nord, 73° 51′ 36″ ouest | 93422  | 1831                 | Immeuble patrimonial cité                                                             | 2001      |        |
| Maison L'Archevêque                                                    | (Canada).                  | 1643 et 1647, rue de la Visitation                                                                 | 45° 31′ 14″ nord, 73° 33′ 29″ ouest | 93010  | 1891                 | Immeuble patrimonial cité                                                             | 1989      |        |
| Maison Longpré                                                         | (Canada).                  | 6450 à 6452, 38e Avenue                                                                            | 45° 34′ 13″ nord, 73° 34′ 17″ ouest | 93567  | 1822                 | Immeuble patrimonial cité                                                             | 1990      |        |
| Maison Lord-Atholstan                                                  | (Canada).                  | 1172, rue Sherbrooke Ouest                                                                         | 45° 30′ 03″ nord, 73° 34′ 38″ ouest | 92831  | 1895                 | Immeuble patrimonial classé Immeuble patrimonial reconnu                              | 2012 1974 | [ 18 ] |
| Maison Louis-Fréchette                                                 | (Canada).                  | 306, rue Sherbrooke Est                                                                            | 45° 30′ 57″ nord, 73° 34′ 03″ ouest | 92834  | 1879 (vers)          | Immeuble patrimonial classé Immeuble patrimonial reconnu                              | 2012 1976 |        |
| Maison Louis-Hippolyte-La Fontaine                                     | (Canada).                  | 1395 et 1401, avenue Overdale                                                                      | 45° 29′ 42″ nord, 73° 34′ 20″ ouest | 92983  | 1846                 | Immeuble patrimonial cité                                                             | 1988      |        |
| Maison Louis-Joseph-Forget                                             | (Canada).                  | 1195, rue Sherbrooke Ouest                                                                         | 45° 30′ 03″ nord, 73° 34′ 41″ ouest | 92828  | 1884                 | Immeuble patrimonial classé Immeuble patrimonial reconnu                              | 2012 1974 |        |
| Maison Mackenzie-Brydges                                               | (Canada).                  | 75 et 81, rue Sherbrooke Ouest                                                                     | 45° 30′ 41″ nord, 73° 34′ 13″ ouest | 92613  | 1835 et 1846 (entre) | Immeuble patrimonial classé                                                           | 1980      |        |
| Maison Marguerite-Hay                                                  | (Canada).                  | 511 et 513, rue Montcalm                                                                           | 45° 30′ 56″ nord, 73° 33′ 00″ ouest | 92435  | 1853                 | Immeuble patrimonial classé Aire de protection délimitée                              | 1973 1975 |        |
| Maison Marie-Pierre-Viger                                              | (Canada).                  | 160 et 162, rue Saint-Amable                                                                       | 45° 30′ 26″ nord, 73° 33′ 11″ ouest | 92607  | 1817                 | Immeuble patrimonial classé                                                           | 1967      | [ 2 ]  |
| Maison Mary-Dorothy-Molson                                             | (Canada).                  | 9095, boulevard Gouin Ouest                                                                        | 45° 31′ 08″ nord, 73° 44′ 40″ ouest | 156247 | 1930 (vers)          | Immeuble patrimonial cité                                                             | 2009      |        |
| Maison mère de la Congrégation-de-Notre-Dame                           | (Canada).                  | 4001, boulevard De Maisonneuve Ouest 3040, rue Sherbrooke Ouest                                    | 45° 29′ 22″ nord, 73° 35′ 15″ ouest | 92538  | 1908                 | Immeuble patrimonial classé                                                           | 1977      |        |
| Maison mère des Sœurs-Grises-de-Montréal                               | (Canada).                  | boulevard René-Lévesque Ouest                                                                      | 45° 29′ 37″ nord, 73° 34′ 37″ ouest | 92743  | 1869                 | Immeuble patrimonial classé                                                           | 1976      | [ 19 ] |
| Maison Montpellier-Dit-Beaulieu                                        | (Canada).                  | 174, rue Beaulieu                                                                                  | 45° 28′ 21″ nord, 73° 52′ 40″ ouest | 92936  | 1851                 | Immeuble patrimonial classé Immeuble patrimonial reconnu                              | 2012 1975 |        |
| Maison Nivard-De Saint-Dizier                                          | (Canada).                  | 7244, boulevard LaSalle                                                                            | 45° 26′ 15″ nord, 73° 34′ 58″ ouest | 92920  | 1710                 | Immeuble patrimonial classé Immeuble patrimonial reconnu                              | 2012 1976 | [ 20 ] |
| Maison Papineau                                                        | (Canada).                  | 440, rue de Bonsecours                                                                             | 45° 30′ 36″ nord, 73° 33′ 08″ ouest | 92866  | 1785                 | Immeuble patrimonial classé                                                           | 1965      | [ 2 ]  |
| Maison Penniston                                                       | (Canada).                  | 7525, boulevard LaSalle                                                                            | 45° 26′ 02″ nord, 73° 35′ 17″ ouest | 93022  | 1890                 | Immeuble patrimonial cité                                                             | 1990      |        |
| Maison Perrine-Charles-Cherrier                                        | (Canada).                  | 410, place Jacques-Cartier 188, rue Saint-Amable                                                   | 45° 30′ 27″ nord, 73° 33′ 10″ ouest | 92438  | 1813                 | Immeuble patrimonial classé                                                           | 1966      | [ 2 ]  |
| Maison Persillier-Dit-Lachapelle                                       | (Canada).                  | 2084 et 2086, boulevard Gouin Est                                                                  | 45° 34′ 28″ nord, 73° 39′ 32″ ouest | 92984  | 1840 (vers)          | Immeuble patrimonial cité                                                             | 1987      | [ 9 ]  |
| Maison Robert-Bélanger                                                 | Image manquante Téléverser | 3900 et 3902, chemin du Bois-Franc                                                                 | 45° 30′ 13″ nord, 73° 43′ 46″ ouest | 111085 | 1803 et 1806 (entre) | Immeuble patrimonial cité                                                             | 2009      |        |
| Maison Saint-Gabriel                                                   | (Canada).                  | 2146, place de Dublin                                                                              | 45° 28′ 35″ nord, 73° 33′ 22″ ouest | 92750  | 1698                 | Immeuble patrimonial classé Aire de protection délimitée                              | 1965 1979 |        |
| Maison Saint-Joseph-du-Sault-au-Récollet                               | (Canada).                  | 1700, boulevard Henri-Bourassa Est                                                                 | 45° 34′ 09″ nord, 73° 39′ 30″ ouest | 92542  | 1698                 | Immeuble patrimonial classé                                                           | 1853      | [ 9 ]  |
| Maison Samuel-Burland                                                  | (Canada).                  | 3567, rue Saint-Urbain                                                                             | 45° 30′ 45″ nord, 73° 34′ 23″ ouest | 93028  | 1873                 | Immeuble patrimonial cité                                                             | 1990      |        |
| Maison Shaughnessy                                                     | (Canada).                  | 1923, boulevard René-Lévesque Ouest 1920, rue Baile                                                | 45° 29′ 27″ nord, 73° 34′ 42″ ouest | 92442  | 1875                 | Immeuble patrimonial classé Aire de protection délimitée                              | 1974 1975 |        |
| Maison Simon-Lacombe                                                   | (Canada).                  | 5085, avenue Decelles                                                                              | 45° 29′ 49″ nord, 73° 37′ 02″ ouest | 92751  | 1825 et 1848 (entre) | Immeuble patrimonial classé                                                           | 1957      | [ 11 ] |
| Maison Thomas-Brunet                                                   | (Canada).                  | 187, chemin du Cap-Saint-Jacques                                                                   | 45° 28′ 17″ nord, 73° 56′ 13″ ouest | 118716 | 1834                 | Immeuble patrimonial cité                                                             | 2008      |        |
| Maison Thomas-Fraser                                                   | (Canada).                  | 2038 à 2042, rue Jeanne-Mance                                                                      | 45° 30′ 30″ nord, 73° 34′ 09″ ouest | 92619  | 1890                 | Immeuble patrimonial classé Aire de protection délimitée                              | 1975 1979 |        |
| Maison Toussaint-Théoret                                               | (Canada).                  | 1883, chemin du Bord-du-Lac                                                                        | 45° 30′ 10″ nord, 73° 54′ 39″ ouest | 93423  | 1832 (vers)          | Immeuble patrimonial cité                                                             | 2001      |        |
| Maison Urgel-Charbonneau                                               | (Canada).                  | 11931, rue Notre-Dame Est                                                                          | 45° 38′ 20″ nord, 73° 29′ 29″ ouest | 92993  | 1913                 | Immeuble patrimonial cité                                                             | 1988      |        |
| Maison Victoria-J.-Prentice                                            | (Canada).                  | 2086 et 2088, rue Jeanne-Mance                                                                     | 45° 30′ 32″ nord, 73° 34′ 15″ ouest | 92624  | 1888                 | Immeuble patrimonial classé Aire de protection délimitée                              | 1975 1979 |        |
| Maison Walter-Marriage                                                 | (Canada).                  | 2070 et 2072, rue Jeanne-Mance                                                                     | 45° 30′ 31″ nord, 73° 34′ 12″ ouest | 92627  | 1889                 | Immeuble patrimonial classé Aire de protection délimitée                              | 1977 1979 |        |
| Maison William-Cairns                                                  | (Canada).                  | 2032 et 2034, rue Jeanne-Mance                                                                     | 45° 30′ 30″ nord, 73° 34′ 08″ ouest | 92618  | 1890                 | Immeuble patrimonial classé Aire de protection délimitée                              | 1975 1979 |        |
| Maison William-Dow                                                     | (Canada).                  | 1175 et 1181, place du Frère-André                                                                 | 45° 30′ 13″ nord, 73° 34′ 01″ ouest | 92536  | 1860                 | Immeuble patrimonial classé Aire de protection délimitée                              | 1975 1978 |        |
| Maison William-Notman                                                  | (Canada).                  | 51, rue Sherbrooke Ouest                                                                           | 45° 30′ 43″ nord, 73° 34′ 12″ ouest | 92581  | 1845                 | Immeuble patrimonial classé Aire de protection délimitée                              | 1979 1984 |        |
| Maisons Emmanuel-Saint-Louis                                           | (Canada).                  | 4105 et 4127, rue Saint-Denis                                                                      | 45° 31′ 17″ nord, 73° 34′ 36″ ouest | 93020  | 1898                 | Immeuble patrimonial cité                                                             | 1989      |        |
| Maisons en rangée William D.-Stroud                                    | (Canada).                  | 1419 et 1441, rue Pierce                                                                           | 45° 29′ 41″ nord, 73° 34′ 45″ ouest | 92994  | 1890                 | Immeuble patrimonial cité                                                             | 1988      |        |
| Maisons Louis-et-Joseph-Richard                                        | (Canada).                  | 4351 et 4363, rue Saint-Ambroise 80 et 86, rue Sainte-Marguerite                                   | 45° 28′ 26″ nord, 73° 34′ 58″ ouest | 93564  | 1890                 | Immeuble patrimonial cité                                                             | 1987      |        |
| Manoir Denis-Benjamin-Viger                                            | (Canada).                  | 376, rue Cherrier                                                                                  | 45° 29′ 19″ nord, 73° 52′ 33″ ouest | 93424  | 1843 (vers)          | Immeuble patrimonial cité                                                             | 2001      |        |
| Manufacture Louis-Ovide-Grothé                                         | (Canada).                  | 2000 à 2012, boulevard Saint-Laurent 21, rue Ontario Ouest                                         | 45° 30′ 39″ nord, 73° 34′ 02″ ouest | 92824  | 1906                 | Immeuble patrimonial classé Immeuble patrimonial reconnu                              | 2012 1976 |        |
| Monastère des Carmélites                                               | (Canada).                  | 351, avenue du Carmel                                                                              | 45° 31′ 42″ nord, 73° 35′ 41″ ouest | 98953  | 1896                 | Immeuble patrimonial classé Aire de protection délimitée                              | 2006 2007 |        |
| Monastère du Bon-Pasteur                                               | (Canada).                  | 52 à 104, rue Sherbrooke Est                                                                       | 45° 30′ 48″ nord, 73° 34′ 07″ ouest | 93516  | 1846                 | Immeuble patrimonial classé Aire de protection délimitée                              | 1979 1981 |        |
| Monument des Patriotes-du-Cimetière-de-Notre-Dame-des-Neiges           | (Canada).                  | | 45° 29′ 55″ nord, 73° 36′ 34″ ouest | 204384 | 1858 à 1866          | Immeuble patrimonial classé                                                           | 2022      | [ 11 ] |
| Moulin à vent de Pointe-aux-Trembles                                   | (Canada).                  | 11630, rue Notre-Dame Est                                                                          | 45° 38′ 05″ nord, 73° 29′ 33″ ouest | 92443  | 1719                 | Immeuble patrimonial classé                                                           | 1983      |        |
| Moulin à vent Fleming                                                  | (Canada).                  | 9675, boulevard LaSalle                                                                            | 45° 25′ 34″ nord, 73° 39′ 36″ ouest | 92530  | 1827                 | Immeuble patrimonial classé                                                           | 1983      |        |
| Presbytère de la Mission-Catholique-Chinoise-du-Saint-Esprit           | (Canada).                  | 205 à 211, rue De La Gauchetière Ouest                                                             | 45° 30′ 19″ nord, 73° 33′ 44″ ouest | 92753  | 1840 et 1845 (entre) | Immeuble patrimonial classé                                                           | 1977      | ,      |
| Presbytère de Saint-Raphaël-Archange                                   | (Canada).                  | 495, rue Cherrier                                                                                  | 45° 29′ 13″ nord, 73° 52′ 44″ ouest | 93425  | 1843                 | Immeuble patrimonial cité                                                             | 2001      |        |
| Prison des Patriotes-au-Pied-du-Courant                                | (Canada).                  | 905, avenue De Lorimier                                                                            | 45° 31′ 26″ nord, 73° 32′ 47″ ouest | 92595  | 1840                 | Immeuble patrimonial classé                                                           | 1978      |        |
| Quartier chinois de Montréal                                           | (Canada).                  | | 45° 30′ 27″ nord, 73° 33′ 39″ ouest | 236620 |                      | Lieu historique identifié                                                             | 2024      |        |
| Regent Theatre                                                         | (Canada).                  | 5117, avenue du Parc                                                                               | 45° 31′ 12″ nord, 73° 35′ 47″ ouest | 92991  | 1915                 | Immeuble patrimonial cité                                                             | 1988      |        |
| Restaurant de L'Île-de-France                                          | (Canada).                  | 677 et 685, rue Sainte-Catherine Ouest                                                             | 45° 30′ 11″ nord, 73° 34′ 14″ ouest | 93268  | 1931                 | Immeuble patrimonial classé                                                           | 2000      |        |
| Sanctuaire du Saint-Sacrement                                          | (Canada).                  | 500, avenue du Mont-Royal Est                                                                      | 45° 31′ 30″ nord, 73° 34′ 53″ ouest | 92745  | 1892                 | Immeuble patrimonial classé Aire de protection délimitée                              | 1979 1984 |        |
| Site archéologique de Fort-Lorette                                     | Image manquante Téléverser | rue du Fort-Lorette                                                                                | 45° 34′ 11″ nord, 73° 39′ 41″ ouest | 207347 |                      | Site patrimonial classé                                                               | 2018      |        |
| Site archéologique de l'Église-des-Saints-Anges-de-Lachine             | (Canada).                  | boulevard LaSalle                                                                                  | 45° 25′ 27″ nord, 73° 39′ 25″ ouest | 95504  |                      | Site patrimonial classé                                                               | 1977      |        |
| Site archéologique de la Chapelle-Notre-Dame-de-Bon-Secours            | Image manquante Téléverser | rue de la Commune Est rue Saint-Paul Est                                                           | à géolocaliser                      | 197101 |                      | Site patrimonial classé                                                               | 2014      | ,      |
| Site archéologique du Marché-Sainte-Anne-et-du-Parlement-du-Canada-Uni | Image manquante Téléverser | | 45° 30′ 01″ nord, 73° 33′ 22″ ouest | 158322 |                      | Site patrimonial classé                                                               | 2012      | [ 2 ]  |
| Site archéologique du Pied-des-Rapides-de-Lachine                      | Image manquante Téléverser | boulevard LaSalle                                                                                  | 45° 26′ 15″ nord, 73° 34′ 58″ ouest | 235487 |                      | Site patrimonial classé                                                               | 2024      |        |
| Site du patrimoine de l'Église-de-Saint-Esprit-de-Rosemont             | (Canada).                  | rue Masson                                                                                         | 45° 32′ 53″ nord, 73° 34′ 30″ ouest | 93559  |                      | Site patrimonial cité                                                                 | 1991      |        |
| Site du patrimoine de l'Église-de-Saint-Jean-Baptiste                  | (Canada).                  | rue Rachel Est                                                                                     | 45° 31′ 16″ nord, 73° 34′ 44″ ouest | 93080  |                      | Site patrimonial cité                                                                 | 1990      |        |
| Site du patrimoine de l'Île-Sainte-Hélène                              | (Canada).                  | | à géolocaliser                      | 118261 |                      | Site patrimonial cité                                                                 | 2007      |        |
| Site du patrimoine du Mont-Royal                                       | (Canada).                  | | 45° 30′ 12″ nord, 73° 36′ 11″ ouest | 99578  |                      | Site patrimonial cité                                                                 | 1987      |        |
| Site du patrimoine du Square-Dorchester-et-de-la-Place-du-Canada       | (Canada).                  | | 45° 29′ 55″ nord, 73° 34′ 09″ ouest | 188156 |                      | Site patrimonial cité                                                                 | 2012      |        |
| Site patrimonial de la Maison-John-Wilson-McConnell                    | (Canada).                  | 1518, avenue Cedar 1475, avenue des Pins Ouest                                                     | 45° 29′ 56″ nord, 73° 35′ 14″ ouest | 93288  |                      | Site patrimonial classé                                                               | 2012      | [ 11 ] |
| Site patrimonial de l'Ancienne-Cité-de-Maisonneuve                     | (Canada).                  | | 45° 33′ 09″ nord, 73° 32′ 10″ ouest | 232824 |                      | Site patrimonial classé                                                               | 2022      |        |
| Site patrimonial de l'Ancien-Village-du-Sault-au-Récollet              | (Canada).                  | | 45° 34′ 29″ nord, 73° 39′ 32″ ouest | 93558  |                      | Site patrimonial cité                                                                 | 1992      |        |
| Site patrimonial de l'Église-Saint-James                               | (Canada).                  | rue Sainte-Catherine Ouest                                                                         | 45° 30′ 19″ nord, 73° 34′ 07″ ouest | 235020 |                      | Site patrimonial classé                                                               | 2023      |        |
| Site patrimonial de l'Hôtel-Dieu-de-Montréal                           | (Canada).                  | 225, avenue des Pins Ouest                                                                         | 45° 30′ 45″ nord, 73° 34′ 40″ ouest | 108841 | 1859                 | Site patrimonial classé                                                               | 2024      | [ 11 ] |
| Site patrimonial de l'Usine-de-Filtration-Atwater                      | (Canada).                  | 3161, rue Joseph                                                                                   | 45° 28′ 12″ nord, 73° 34′ 30″ ouest | 216801 | 1912 à 1918          | Site patrimonial classé                                                               | 2024      |        |
| Site patrimonial de Montréal                                           | (Canada).                  | | 45° 30′ 14″ nord, 73° 33′ 17″ ouest | 93528  |                      | Site patrimonial déclaré                                                              | 1995 1964 |        |
| Site patrimonial du Bois-de-Saraguay                                   | (Canada).                  | boulevard Gouin Ouest                                                                              | 45° 30′ 53″ nord, 73° 44′ 34″ ouest | 100544 |                      | Site patrimonial déclaré                                                              | 1981      |        |
| Site patrimonial du Complexe-de-La-Maison-Alcan                        | (Canada).                  | rue Drummond rue Sherbrooke Ouest rue Stanley                                                      | 45° 30′ 02″ nord, 73° 34′ 38″ ouest | 204071 | 1981 à 1983          | Site patrimonial classé                                                               | 2017      | ,      |
| Site patrimonial du Mont-Royal                                         | (Canada).                  | | 45° 30′ 12″ nord, 73° 36′ 11″ ouest | 93313  |                      | Site patrimonial déclaré                                                              | 2005      |        |
| Site patrimonial du Noyau-du-Quartier-Chinois                          | (Canada).                  | | 45° 30′ 21″ nord, 73° 33′ 42″ ouest | 234055 |                      | Site patrimonial classé                                                               | 2023      |        |
| Site patrimonial du Vieux-Séminaire-de-Saint-Sulpice                   | (Canada).                  | 116 et 130, rue Notre-Dame Ouest                                                                   | 45° 30′ 14″ nord, 73° 33′ 23″ ouest | 92755  |                      | Site patrimonial classé                                                               | 1985      | [ 2 ]  |
| Site patrimonial Le Ber-Le Moyne                                       | (Canada).                  | 11, chemin du Musée                                                                                | 45° 25′ 47″ nord, 73° 39′ 59″ ouest | 93274  |                      | Site patrimonial classé                                                               | 2001      |        |
| Station-service                                                        | (Canada).                  | 201, rue Berlioz                                                                                   | 45° 27′ 17″ nord, 73° 32′ 40″ ouest | 159505 | 1968                 | Immeuble patrimonial cité                                                             | 2009      |        |
| Studio Ernest-Cormier                                                  | (Canada).                  | 3460, rue Saint-Urbain                                                                             | 45° 30′ 41″ nord, 73° 34′ 17″ ouest | 111090 |                      | Immeuble patrimonial classé                                                           | 2016      | [ 22 ] |
| Temple maçonnique de Montréal                                          | (Canada).                  | 2295 et 2305, rue Saint-Marc 1850, rue Sherbrooke Ouest                                            | 45° 29′ 59″ nord, 73° 34′ 59″ ouest | 97550  | 1929                 | Immeuble patrimonial classé                                                           | 2012      | [ 8 ]  |
| Théâtre des Variétés                                                   | (Canada).                  | 4530, avenue Papineau                                                                              | 45° 31′ 59″ nord, 73° 34′ 59″ ouest | 93398  | 1919                 | Immeuble patrimonial classé Immeuble patrimonial reconnu                              | 2012 2001 |        |
| Théâtre Outremont                                                      | (Canada).                  | 1240 et 1248, avenue Bernard                                                                       | 45° 31′ 12″ nord, 73° 36′ 30″ ouest | 93001  | 1928                 | Immeuble patrimonial classé Immeuble patrimonial cité                                 | 1994 1987 |        |
| Théâtre Séville                                                        | (Canada).                  | 2153-2159, rue Sainte-Catherine Ouest                                                              | 45° 29′ 27″ nord, 73° 34′ 58″ ouest | 93082  | 1928                 | Immeuble patrimonial cité                                                             | 1990      |        |
| Tours du Fort-des-Messieurs-de-Saint-Sulpice                           | (Canada).                  | 2065, rue Sherbrooke Ouest                                                                         | 45° 29′ 37″ nord, 73° 35′ 06″ ouest | 92756  | 1685                 | Immeuble patrimonial classé Aire de protection délimitée                              | 1974 1975 | [ 7 ]  |
| Transept Sud de l'Église-de-Saint-Jacques                              | (Canada).                  | 455, rue Sainte-Catherine Est                                                                      | 45° 30′ 52″ nord, 73° 33′ 38″ ouest | 92758  | 1891                 | Immeuble patrimonial classé Aire de protection délimitée                              | 1973 1975 |        |
| Vieux palais de justice de Montréal                                    | (Canada).                  | 85 à 155, rue Notre-Dame Est                                                                       | 45° 30′ 29″ nord, 73° 33′ 18″ ouest | 92933  | 1857                 | Immeuble patrimonial classé Immeuble patrimonial reconnu                              | 2012 1976 | [ 2 ]  |
| Vieux séminaire de Saint-Sulpice                                       | (Canada).                  | 116 et 130, rue Notre-Dame Ouest                                                                   | 45° 30′ 15″ nord, 73° 33′ 25″ ouest | 92759  | 1687                 | Immeuble patrimonial classé                                                           | 1985      | ,      |
| Vieux Village de Rivière-des-Prairies                                  | (Canada).                  | | 45° 39′ 44″ nord, 73° 33′ 41″ ouest | 93515  |                      | Site patrimonial cité                                                                 | 1992      |        |